# Giuseppe Bonini (calciatore)
Giuseppe Bonini (Staranzano, 6 novembre 1911 – ...) è stato un calciatore italiano, di ruolo ala.

## Carriera
Ha giocato praticamente tutta la sua carriera di calciatore a Monfalcone, in Serie B dal 1931 al 1933, poi fino alla guerra in Serie C. Aveva esordito ventenne in Serie A nel Brescia a Vercelli il 21 giugno 1931 nella partita Pro Vercelli-Brescia (2-0), nella sua unica partita nella massima serie. Nelle 2 stagioni successive ha giocato in Serie B col Monfalcone, dove poi ha continuato a giocare fra Serie C e Prima Divisione fino al 1943.